# Osimana
L'Unione Sportiva Dilettantistica Osimana, meglio nota come Osimana, è una società calcistica italiana con sede nella città di Osimo, in provincia di Ancona. Milita in Eccellenza, la quinta divisione del campionato italiano di calcio.
La storia sociale annovera sei partecipazioni consecutive al campionato di Serie C2, e nel suo palmarès vanta la conquista di una Coppa Italia Dilettanti Marche nella stagione 2023-2024.

## Storia
La società nasce nell'ottobre del 1922 per iniziativa di un folto gruppo di appassionati. Nei primi anni la squadra non partecipa a campionati federali, limitandosi a giocare amichevoli con le altre squadre marchigiane. Dalla metà del decennio incomincia a partecipare a campionati regionali.
Fino alla metà degli anni settanta la squadra gioca in categorie dilettantistiche con qualche apparizione in Promozione.
Nella stagione 1974-1975 vince il campionato di Promozione e approda in IV Serie. La stagione successiva arriva 6ª nel girone D e nell'annata 1976-1977 arriva 7ª.
La stagione della svolta è il 1977-1978 dove la squadra arriva 4ª a 40 punti insieme all'Anconitana, il che rende necessario uno spareggio per poter decidere quale delle due venga promossa nella neonata Serie C2. Esso venne giocato il 28 maggio 1978 allo Stadio Helvia Recina di Macerata e la partita finì 0-0 anche dopo i tempi supplementari; pertanto si ricorse al lancio della monetina che premiò l'Osimana.
Il primo campionato di serie C2 si rivela molto positivo, in quanto la squadra arriva a giocarsi il salto di categoria a Francavilla, dove sarebbe bastato un pareggio che però non arriva.

Una formazione dell'Osimana 1977-1978, promossa in Serie C2.

In seguito la squadra partecipa per altre cinque stagioni in Serie C2, disputando alcuni derby marchigiani con Anconitana, Jesina, Fano, Vis Pesaro, Maceratese e Civitanovese, e altre partite con squadre blasonate come Venezia e Padova.
Dal 1984 seguono poi, in altrettanti cinque anni, due retrocessioni fino al ritorno in Promozione. Nel 1991 l'Osimana perde lo spareggio per l'accesso in Serie D, disputato a Falconara, con la Vigor Senigallia per 4-1; la squadra giallorossa viene dunque ammessa alla neonata Eccellenza Marche, massimo campionato regionale. Per il ritorno in serie D l'Osimana dovrà attendere tre stagioni, quando nel campionato 1993-1994 la squadra centra l'accesso ai play-off. Con questi ultimi, giocati in Lucania, la squadra torna nel massimo campionato dilettantistico nazionale. Nella stagione 1994-1995 si salva dopo aver vinto lo spareggio-salvezza con il Penne, ma la stagione dopo retrocede in Eccellenza.
Dal 1996 arrivano cinque retrocessioni consecutive (record negativo), e la squadra si ritrova in Terza Categoria. Nel 2004 la società si fonde con l'Osimo 99, altra società calcistica cittadina costituita nel 1999, al fine di riportare il calcio osimano ai successi raggiunti in passato.
Nella stagione 2006-2007 la squadra vince il girone B di Promozione marchigiana dopo un testa a testa fino a due giornate dal termine con l'Olimpia Ostra Vetere, e ritorna in Eccellenza dopo dieci anni dall'ultima apparizione. La prima stagione raggiunge subito i play-off regionali, persi tuttavia con la Cingolana in semifinale. Nel 2008-2009 riesce ad evitare i play-out invece grazie alla classifica avulsa ai danni di Urbania e Vigor Senigallia. Nella stagione 2009-2010 vengono subito ottenuti scarsi risultati, che anche dopo l'esonero dell'allenatore Senigagliesi, poi richiamato, non migliorano fino alla fine del campionato. La squadra disputa e perde i play-out con la Castelfrettese ritornando in Promozione.
L'anno successivo, sotto la guida di mister Davide Finocchi, si salva a due giornate dalla fine, e il tecnico anconetano viene riconfermato per la stagione 2011-2012. La sua avventura termina dopo dodici giornate, e viene sostituito dall'ex calciatore dell'Ancona, Stefano Fontana, che non porta i risultati sperati dalla società che lo esonera a sette giornate dal termine, richiamando sulla panchina giallorossa Davide Finocchi. La vittoria all'ultima giornata ad Offagna e i 46 punti ottenuti non bastano per evitare i play-out, nei quali incontra la Vadese che vince e condanna i giallorossi al ritorno in Prima Categoria.
Nell'estate 2012 Andrea Falcetelli cede la società alla cordata guidata da Andrea Accorroni che diventa il nuovo proprietario della società giallorossa, nominando Marco Mantini come direttore sportivo e Fabio Paoletti come allenatore. Anche la squadra viene cambiata in gran parte, inserendo in rosa giocatori come Davide Tedoldi e Davide Faieta che hanno calcato i campi di Serie B e Serie C1. Dopo la sconfitta con il San Biagio alla 19ª giornata Paoletti si dimette e la società decide di sostituirlo con Tedoldi, che così ricopre il doppio ruolo di giocatore e allenatore. La stagione si rivela però ancora una volta deludente perché la squadra non riesce a centrare i play-off.
La stagione 2013-2014 vede la squadra giallorossa presentarsi al campionato con la squadra interamente composta dai giovani del settore giovanile, con la riconferma in panchina di Davide Tedoldi. L'inizio del campionato è scadente, con la squadra che dopo 3 partite è ancora ferma a 0 punti. Successivamente alla campagna acquisti, in cui arriva il trequartista Mastri, la squadra ottiene risultati migliori, arrivando anche a due punti dalla vetta della classifica a dieci giornate dal termine del campionato. Tuttavia a fine campionato la squadra giallorossa non riesce ad ottenere l'accesso ai play-off.
Esaltante è la stagione successiva, con l'Osimana che arriva terza e agguanta dopo 7 anni i playoff dove sotto un tifo da categorie superiori batte al Diana 2-0 il Miciulli Senigallia ma perde la finale 1-0 contro il Villa Musone sul neutro di Recanati dove i 400 e oltre tifosi giallorossi non bastano a far tornare la squadra in Promozione, che arriverà poi grazie ad un'estate lunga e calda grazie alle sentenze delle serie superiori che a catena riportano proprio i senzatesta dopo 3 anni di inferno in una categoria più dignitosa alla sua storia calcistica. In promozione la squadra giallorossa disputa un campionato costellato da alti e bassi con un girone di andata eccellente viste le premesse iniziali di una salvezza tranquilla riuscendo anche ad arrivare in testa per una giornata e restare in zona playoff fino a metà febbraio per poi sprecare tutto nelle ultime 10 giornate quando a causa di infortuni e di un calo fisico raccoglie appena 5 punti e vede sfumarsi un traguardo che poteva essere alla portata ad un certo punto del campionato chiudendo comunque i giochi salvezza con largo anticipo. Nelle successive tre annate nonostante le premesse iniziali e discrete squadre non riesce a raggiungere i playoff che la società e la tifoseria avrebbero meritato salvandosi però sempre con largo anticipo.
La stagione 2021-2022 vede i senza testa trionfare nel proprio girone di Promozione, ottenendo così il ritorno nel campionato di Eccellenza.
Nella stagione 2023-2024 riesce a battere la Maceratese 3-1 nella finale della Coppa Italia Dilettanti Marche, vincendo il trofeo e ottenendo così la partecipazione alla Coppa Italia Dilettanti nazionale, dove viene eliminata nel primo turno dall'Atletico B.M.G.

## Colori e simboli
I colori sociali del sodalizio sono il giallo e il rosso.

## Strutture

### Stadio
La squadra gioca le partite casalinghe nello Stadio Diana ad Osimo, che possiede 2 500 posti.

## Palmarès

### Competizioni regionali
- Prima Divisione: 2

1949-1950 (girone B), 1950-1951 (girone A)
- Promozione: 4

1974-1975, 1990-1991 (girone B), 2006-2007 (girone A), 2021-2022 (girone A)
- Prima Categoria: 1

2003-2004 (girone B)
- Coppa Italia Dilettanti Marche: 1

2023-2024

### Competizioni provinciali
- Terza Categoria: 1

2000-2001

### Altri piazzamenti
- Serie D:

Promozione: 1977-1978 (girone D)
- Eccellenza:

Secondo posto: 1991-1992, 1993-1994
- Promozione:

Secondo posto: 1972-1973

## Statistiche e record

### Partecipazione ai campionati
Le partecipazioni ai campionati sono conteggiate a partire dal 1958.
| Livello | Categoria                       | Partecipazioni | Debutto   | Ultima stagione | Totale |
| ------- | ------------------------------- | -------------- | --------- | --------------- | ------ |
| 4º      | Serie D                         | 3              | 1975-1976 | 1977-1978       | 9      |
| 4º      | Serie C2                        | 6              | 1978-1979 | 1983-1984       | 9      |
| 5º      | Campionato Interregionale       | 5              | 1984-1985 | 1988-1989       | 7      |
| 5º      | Campionato Nazionale Dilettanti | 2              | 1994-1995 | 1995-1996       | 7      |

## Tifoseria
Il tifo giallorosso nasce nei primi anni '80 a cavallo degli anni d'oro della squadra senzatesta prima in C2 e successivamente in serie D rappresentato dai seguenti gruppi: Fedelissimi, Boys , Circolo dei Senza Testa e Fedayn.
Nel gennaio 1991 nacque il primo vero gruppo ultras, l'Armata Ultrà Osimo con l'Osimana che partecipava al campionato di promozione, perso solo nella finale di Falconara contro la Vigor Senigallia seguita da più di 1500 tifosi giallorossi che videro svanire il sogno della serie D. Furono gli anni più turbolenti della tifoseria che arrivò a contare fino a 40 diffidati e con la squadra che inizia una lunga discesa con il conseguente cambio di nome e lo sprofondo in terza categoria.
Nel 2004 il ritorno al vecchio nome riporta la tifoseria allo stadio grazie anche ai successi sul campo che vede il ritorno dopo 10 anni nel 2007 in eccellenza. Qui vive tre stagione altalenanti, ma la tifoseria torna a far sentire quel calore intorno alla squadra con discreti numeri e al cospetto di altre tifoserie gloriose si riassaporano i vecchi derby dopo molti anni, ma senza identificarsi in un gruppo, dopo lo scioglimento dell'Armata nel 2009 che seguiva le sorti della pallacanestro dopo il già citato sprofondo della squadra giallorossa in terza categoria.
Dopo ulteriori 2 retrocessioni il gruppo va avanti in maniera semi-organizzata fino al 2015 quando con il ritorno in Promozione nascono gli Ultras Osimo composto da nuove e vecchie leve che ancora oggi portano avanti il nome della città in giro per le Marche.

### Gemellaggi
- Tolentino[2]: Dal 1991. Il gemellaggio con la tifoseria cremisi trasformato in vera e propria fratellanza nacque per gli ideali e il modo comune di intendere la curva oltre che la stessa rivalità nei confronti dei fans della Maceratese.
- Potenza Picena: Dal 2022 si segnala un'amicizia con il gruppo "Ultimi Romantici" di Potenza Picena, uniti entrambi dagli stessi colori e dell'amicizia con la Tolentino sopracitata.

### Rivalità
- Maceratese: Rivalità nata negli anni '80 quando le due squadre erano in C2 e rimarcata nei primi anni '90 per la lotta alla vittoria del campionato di Eccellenza. Nel dicembre del 2023 si registrano gravi scontri all'Helvia Recina di Macerata che portano a diverse diffide da ambo le parti questo episodio non fece altro che alimentare ancor di più la rivalità tra i “pistacoppi” e i “senza testa” che ancora oggi va avanti.
- Jesina: È una rivalità abbastanza sentita da entrambe le tifoserie. nata alla fine degli anni '80 quando in una partita al Diana gli ospiti bruciarono uno striscione di Osimo presente nel settore ospiti seppur fino a quel momento i rapporti tra le due tifoserie erano di totale indifferenza.
- Ancona: Rivalità che discende dal Medioevo in cui le due città si scontravano per la conquista del territorio e di conseguenza spostata sul terreno di gioco, ma dopo più di 36 anni in cui le due squadre non si erano più incontrate questa rivalità è andata scemando seppur essendo sempre un derby sentito soprattutto dai giallorossi.
- Castelfidardo: Rivalità storica e la più sentita da ambo le parti. Va avanti da centinaia di anni fuori e dentro il campo. Anche se le formazioni non si sono affrontate per molte anni la rivalità non è mai tramontata. Alimentata da continui scontri fra i fidardensi e gli osimani e con i gemellati del tolentino. All’inizio del 2024 i fidardensi strinsero un rapporto di amicizia con la “Curva Just”, la parte più calda del tifo Maceratese e ciò non fece che alimentare l’odio con la tifoseria Osimana